# Penghu 1
Penghu 1 est le nom donné à une demi-mandibule humaine fossile, remontée vers 2007 des fonds marins proches de l'ile de Taïwan et décrite en 2015. Une analyse paléoprotéomique publiée en 2025 l'a attribuée à l'Homme de Denisova. Il s'agit de la seconde mandibule fragmentaire identifiée comme dénisovienne, après la mandibule de Xiahe, découverte en Chine et décrite en 2019.

## Historique
Le fossile a été trouvé peu avant 2008 par des pêcheurs travaillant dans le détroit de Taïwan, entre les iles Penghu (iles Pescadores) et Taïwan, à une profondeur estimée entre 60 et 120 mètres, à environ 25 km des côtes de Taïwan. Le détroit de Taïwan, de faible profondeur, était en effet exondé pendant les phases les plus froides des glaciations quaternaires et on pouvait alors passer à pied sec du continent à l'ile de Taïwan. Dans cette zone, des fossiles de paléofaune ont également été remontés des fonds marins à plusieurs reprises dans les filets des pêcheurs.
Le fossile a été décrit en 2015 par une équipe internationale de chercheurs japonais, taïwanais et australiens. Il a été attribué au genre Homo sur la base des proportions de la mandibule et des dents. L'identité de l'espèce était toutefois jugée difficile à établir sur la base d'un matériel fossile aussi limité, et l'étude de 2015 a préféré ne pas se prononcer sur ce point,.
Dès 2015, le paléontologue américain Mark McMenamin estimait cependant que les caractéristiques dentaires uniques de la mandibule étaient suffisantes pour créer un nouveau nom d'espèce, à savoir Homo tsaichangensis, dénomination qui est toutefois restée inusitée,.

## Description
Le fossile est constitué de la moitié droite presque complète d'une mandibule ayant conservé quatre dents, molaires et prémolaires. Le corps mandibulaire est épais et bas avec une large arcade dentaire antérieure, de grosses molaires, des racines de prémolaires robustes avec une tendance multi-racinaire. Penghu 1 se différencie nettement de ce qu'on voit chez l'Homme de Néandertal, dont les mandibules sont hautes et graciles avec des molaires réduites. Les traits de Penghu 1 apparaissent comme des autapomorphies de l'espèce et non comme une rétention de traits ancestraux.
Penghu 1 présente des similarités avec des fossiles plus anciens découverts dans le Xian de He en Chine (dénommés l'Homme de Hexian) et dont l'attribution est restée discutée depuis leur découverte.

## Datation
Il n'a pas été possible de dater le fossile par l'uranium à cause de sa contamination par l'uranium de l'eau de mer. L'âge de Penghu 1 a toutefois été estimé en 2015 par l'équipe de chercheurs entre 10 000 et 70 000 ans ou entre 130 000 et 190 000 ans avant le présent (AP), c'est-à-dire de la phase froide de l'un des deux derniers cycles glaciaires du Pléistocène (SIO 2 à 4 ou SIO 6), ce qui demeure passablement imprécis, mais attribue néanmoins le fossile au Pléistocène final.

## Attribution
En 2019, sur la base de la forte ressemblance de Penghu 1 avec la mandibule de Xiahe, fossile du plateau tibétain trouvé en 1980 dans la grotte de Baishiya, dans le Gansu, en Chine, et attribué à l'Homme de Denisova en 2019, Jean-Jacques Hublin a jugé qu'il s'agissait probablement aussi d'un fossile dénisovien.
En 2025, une analyse paléoprotéomique a confirmé l'appartenance de Penghu 1 à un Dénisovien. Parmi 51 protéines extraites du fossile et analysées, 5 sites de variation de 5 protéines sont caractéristiques de l'Homme de Denisova. L'analyse a aussi pu déterminer que le porteur était de sexe masculin,.

## Conservation
Penghu 1 est conservé au Musée national des sciences naturelles de Taichung, à Taïwan.